# Pisany
Pisany – miejscowość i gmina we Francji, w regionie Nowa Akwitania, w departamencie Charente-Maritime.
Według danych na rok 1990 gminę zamieszkiwało 386 osób, a gęstość zaludnienia wynosiła 59 osób/km² (wśród 1467 gmin regionu Poitou-Charentes Pisany plasuje się na 640. miejscu pod względem liczby ludności, natomiast pod względem powierzchni na miejscu 1009.).